# Просто Раді.О
Про́сто Ра́ді.О — українська та молдовська музично-інформаційна FM-радіостанція. В ефірі звучать найактуальніші та популярні композиції зарубіжних і вітчизняних виконавців, велика кількість новинок музики та ексклюзивних релізів.

## Історія
Радіостанція «Просто Раді.О» була заснована у 1993 році, коли у студентів ОДУ, які грали у місцевих гуртах, виникла ідея створити станцію із власним мовленням. 13 червня 1994 року відбувся перший ефір з Одеси на частоті 105,3 МГц. 21 жовтня 1995 року програми «Просто Раді.О» вперше зазвучали в Києві.
Станція дещо відрізнялася від уже присутніх у столичному ефірі, внісши туди одеський колорит та гумор. За цілодобового ефіру в Одесі, в Києві на частоті 69,68 МГц «Просто Раді.О» мовило лише з 7:00 і до опівночі. Крім того, «нижній» діапазон УКХ вже починав виходити з моди. 14 травня 1996 року «Просто Раді.О» відмовилась від частоти 69,68 МГц, ставши знову виключно одеською радіостанцією.
13 вересня 1996 року «Просто Раді.О» знову з'являється у столичному ефірі — цього разу на частоті 102,5 МГц. «Просто Раді.О» мовило щодня з 6:00 до 1:00 (іноді до опівночі): решту часу було призначено для радіостанції «Niko FM», яка так і не розпочала мовлення на даній частоті. У 2002 році «Просто Раді.О» перейшло на цілодобове мовлення після переліцензування.
До того часу «Просто Раді.О» набуло чимало шанувальників серед студентів та молоді — завдяки прогресивній хітовій музиці та проведенню позаефірних акцій (типу серії щорічних фестивалів «ПРОСТО РОК»). 9 липня 1997 року «Просто Раді.О» розпочало мовлення у Миколаєві на частоті 104,6 МГц. Спочатку місцевий ретранслятор просто приймав «через море» на високо підняту антену з підсилювачем сигнал з Одеси, проте з початком супутникового мовлення миколаївський філіал станції приймає сигнал із головної студії. Восени 2010 року мережа «Просто Раді.О» поповнилась ще двома містами — Дніпром і Житомиром, де радіостанція зазвучала на частотах 105,8 МГц та 104,9 МГц відповідно. Ще раніше в Києві була відкрита місцева студія «Просто Раді.О», і відтоді значна частина денного мовлення в Києві йде саме звідти.

## Міста мовлення
Україна
- Київ — 102.5 FM; 222,064 (11D)
- Ізмаїл — 101.2 FM
- Миколаїв — 104.6 FM (тимчасово немає мовлення)
- Одеса — 105.3 FM

Молдова
- Комрат — 100.3 FM
- Вулканешти — 107.3 FM
- Чадир-Лунга — 103.8 FM

### Мовлення згорнуто
Молдова
- Кишинів — 87.6 FM замінено на Голос надії (Молдова)

Україна
- Житомир — 104.9 FM замінено на радіо Марія
- Петровірівка — 105.8 FM замінено на радіо MIAMI
- Дніпро — 105.8 FM замінено на радіо Чемпіон

## Ведучі
Україна
Одеса
- Паша Козлов — ексведучий
- Елеонора Граціотова — ведуча
- Лариса Клюєвська — ексведуча
- Саша Коренєва — ексведуча
- DJ Алекс — ексведучий
- DJ Юстас — ексведучий
- Тетяна Морозова, Світлана Кругликова, Сергій Попов — ексведучі
- Настя Кошкіна — ексведуча
- Інна Дем'янова — ексдиктор новин
- Андрій Алферов — ексдиктор новин
- Олександр Сотников — ексдиктор новин
- Дмитро Перепьолкін — ведучий
- Олександр Новицький — ведучий
- Марі Сенопальнікова — ведуча
- Інга Кирилова — ведуча
- Павло Кошка — ведучий
- Артем Остапенко — диктор новин
- Олена Любиковська — диктор новин

Київ
- Андрій Зайцев — ведучий
- Паша Варениця — ведучий
- Мітя Кулішов — ведучий
- Олександр Пантєлєєв — ведучий
- Назар Рудой — ведучий/диктор новин
- Макс Бондаренко — диктор новин
- Ігор Панасенко (Stereoigor) — автор та ведучий першого аудіо журналу STEREOBAZA

Молдова
- Бурдужа Лев — генеральний директор
- Влада Лук'яну — директор радіо-програм
- Андрій Романов — ведучий радіо-програм
- Ray Dee — ведучий радіо-програм
- Naty — ведучий радіо програм
- Кіра Глінковська — ведуча радіо-програм
- Брагін — ведучий радіо-программ
- Влада Мішіна — ведуча радіо-програм
- Стас Верещагін — ведучий радіо-програм
- Богату Тудор — головний редактор/диктор новин

## Програми
- «Звёздные Войны» (рос.), (укр.)
- «Великолепная 7ка» (рос.)
- «Дай 5» (рос.), (укр.)
- «КомпПартия» (рос.)
- «Видеофайл» (рос.)
- «Оу Би Си News» (рос.)
- «Звездный Патруль»/«Зоряний патруль» (укр.), (рос.)
- «Летят Утки» (рос.)
- «Пришельцы Планеты Просто» (рос.)
- «Чудова Сімка» (укр.)
- «STEREOBAZA, перший аудіо журнал» (рос.)
- «StereoUkraine» (укр.)

## Нагороди
«Просто Раді.О» є шестиразовим володарем всеукраїнської премії «Золоте перо». Двічі — за найкращі радіоновини, а також у номінаціях «найкращий хіт-парад», «найкраща розважальна програма» та «найкраща спортивна програма».

## Критика
Власником  «Просто Раді.О» є медіамагнат Артем Вознюк, який має українофобські та проросійські погляди. У 2006 році Артем Вознюк був одним із найзапекліших противників впровадження обов'язкового українського дублювання в кінотеатрах України. Зокрема, у 2007 році, Вознюк, власник мережі «Одеса-Кіно», відмовився підписувати меморандум Міністерства Культури та Туризму України «Щодо дублювання фільмів українською мовою» і заявив, що вимагає повернення російського дубляжу в кінотеатри Одеси. Пізніше, у 2010, незабаром після скасування урядом Миколи Азарова обов'язкового дублювання іноземних фільмів українською та дозволом дублювання їх російською, мережа «Одеса-Кіно» одна з перших перестала показувати фільми з українським дубляжем та відновила покази фільмів з російським озвученням, а через декілька років, у 2012, власник мережі Вознюк заявив, що у зв'язку зі скасуванням обов'язкового українського дубляжу, він планує показувати якомога більше кінострічок, дубльованих російською, у своїй кіномережі «Одеса-Кіно».